# Horismenus steirastomae
Horismenus steirastomae är en stekelart som först beskrevs av Girault 1916.  Horismenus steirastomae ingår i släktet Horismenus och familjen finglanssteklar. Inga underarter finns listade i Catalogue of Life.